# Paul Savage
Paul Savage (* 25. Juni 1947 in Toronto, Ontario) ist ein kanadischer Curler. 
Sein internationales Debüt hatte Savage im Jahr 1983 bei der WM in Regina, wo er Weltmeister wurde. 
Savage gehörte zur Mannschaft die 1997 die kanadischen Olympic Curling Trails gewannen und vertrat Kanada bei den XVIII. Olympischen Winterspielen in Nagano im Curling als Ersatzspieler. Die Mannschaft gewann die olympische Silbermedaille nach einer 3:9-Niederlage im Finale gegen die Schweiz um Skip Patrick Hürlimann.

## Erfolge
- Weltmeister 1983
- 2. Platz Olympische Winterspiele 1998